# Joan Riviere
Joan Riviere, née le 28 juin 1883 à Brighton et morte à Londres le 20 mai 1962, est une psychanalyste britannique, traductrice de Freud et autrice d'ouvrages psychanalytiques. 

## Biographie
Joan Hodgson Verrall naît à Brighton, dans le Sussex, fille de Hugh John Verrall, notaire, et d'Anna Hodgson. Son oncle paternel, Arthur Woollgar Verrall, est professeur à Trinity College (Cambridge). Elle est éduquée à la maison, par sa mère, qui a exercé comme gouvernante, puis elle est scolarisée à Brighton puis à Wycombe Abbey School (en). Elle passe une année en Allemagne, à Gotha où elle apprend l'allemand. Elle épouse un juriste, Evelyn Riviere et ils ont une fille, Diana, en 1908. Elle participe à des réunions de la Society for Psychical Research et de la Medico-Psychological Association et s'investit dans des mouvements réformistes qui luttent en faveur du droit de divorcer et du droit de vote des femmes, avant la Première Guerre mondiale. Elle réalise une analyse avec Ernest Jones de 1916 à 1921, et celui-ci l'introduit, dès 1919, dans la Société britannique de psychanalyse dont elle devient membre fondatrice. Elle participe au 6e congrès de l'Association psychanalytique internationale de La Haye, où elle fait la connaissance de Freud, dont elle traduit un article dans le premier numéro du International Journal of Psychoanalysis en 1920 et plusieurs autres textes, avant de réaliser une seconde analyse à Vienne, avec Freud en 1922. Elle joue un rôle important dans l'introduction de la pensée freudienne en Angleterre, grâce à ses traductions dont Freud valorise la sensibilité et le style. À son retour à Londres, elle traduit notamment Malaise dans la civilisation et un grand nombre des textes publiés dans l'édition des Collected Papers de Freud, parue en 1924-1925, à laquelle elle participe aux côtés d'Alix et James Strachey. Elle ne participe pas directement au mouvement d'émancipation féministe, mais ses conceptualisations sur la complexité du développement sexuel des femmes rencontre un accueil favorable, tandis qu'elle se montre critique à l'égard de la façon dont Freud envisage les femmes, et notamment sa théorisation d'un complexe phallique féminin.

## Responsabilités cliniques et institutionnelles
Joan Riviere est la première analyste britannique non médecin, elle devient en 1930 membre titulaire et formatrice de la Société britannique de psychanalyse. Elle est responsable de la rédaction et des traductions de l'International Journal of Psychoanalysis de 1920 à 1937.
Elle est une proche de Melanie Klein, qu'elle rencontre pour la première fois en septembre 1920, au 6e congrès de l'Association psychanalytique internationale à La Haye, et elle appartient au premier cercle des collaborateurs kleiniens dès 1924, traduisant les textes de Klein en anglais. Elle donne notamment des cours avec Melanie Klein à l'institut de psychanalyse, publiés en 1937 sous l'intitulé Love, Hate and Reparation (L'Amour et la haine)

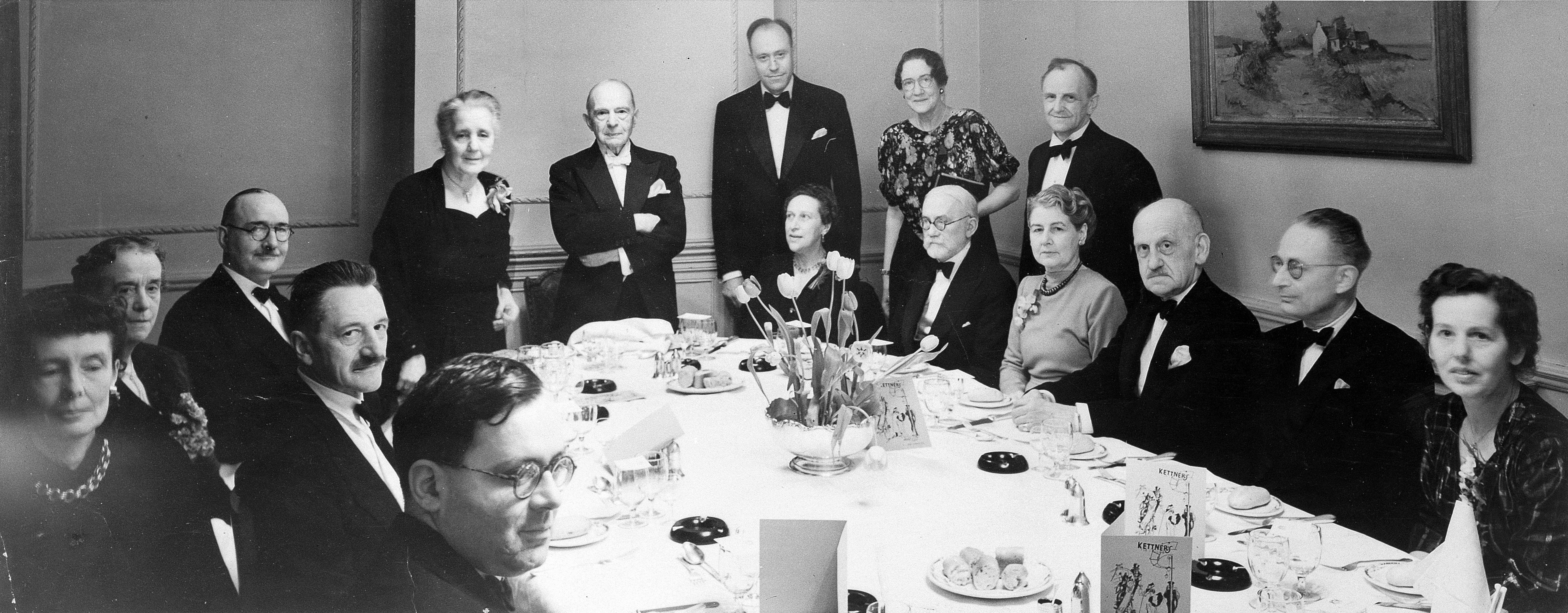
Le premier cercle kleinien, 1952. Joan Riviere est debout, à droite

Elle a été l'analyste de plusieurs personnalités de la psychanalyse anglaise, notamment Donald Winnicott, Susan Isaacs et John Bowlby, et elle est superviseuse d'Hanna Segal et de Herbert Rosenfeld. 
Ses principaux textes sont « Womanliness as a masquerade » (1929), « Jealousy as a Mechanism of Defence » (1932), et surtout « Contribution to the Analysis of the Negative Therapeutic Reaction », présenté à la Société psychanalytique en 1935, dans lequel elle décrit le « concept d'organisation défensive comme protection contre une catastrophe psychique ». Elle présente à Vienne en 1936, à l'occasion du 80e anniversaire de Freud, un texte d'inspiration kleinienne, intitulé La genèse du conflit psychique dans la toute petite enfance. Son approche kleinienne l'amène à critiquer les positions théoriques d'Anna Freud sur la psychanalyse des enfants. La contribution qu'elle donne à cet égard lors d'un symposium en 1927 lui vaut l'ire de Sigmund Freud. Elle y conteste notamment des questions liées à la date d'apparition du surmoi chez l'enfant, à la capacité transférentielle de celui-ci sur l'analyste, qu'elle relie à son monde intérieur. Elle reprend ces questions lors des controverses de la Société britannique au début des années 1940, avec une réelle capacité à faciliter la compréhension de questions théoriques complexes.
Elle meurt à Sussex Gardens, à Londres, le 20 mai 1962, un service commémoratif se déroule ultérieurement à l'institut de psychanalyse.

## Publications

### Ouvrages
- (en) « Womanliness as a masquerade », The International Journal of Psychoanalysis,‎ 1929 (« Féminité mascarade », dans Marie-Christine Hamon, Féminité mascarade : études psychanalytiques, Paris, Seuil, 1994 (ISBN 978-2-02-018232-4), p. 197-213
- L'Amour et la haine,  avec Melanie Klein, Paris, Petite Bibliothèque Payot no 18, 2001,  (ISBN 2-228-89430-3)
- Développements de la psychanalyse, avec Melanie Klein, Susan Sutherland Isaacs et Paula Heimann, Paris, PUF, 2005  (ISBN 2-13-054960-8).
- (Chapitre) Sur la genèse du conflit psychique dans la toute petite enfance, in M. Klein et al., Développements de la psychanalyse.
- « Introduction générale », in Développements de la psychanalyse, M. Klein et al.
- The Inner World and Joan Riviere: Collected Papers : 1920-1958, éd. Athol Hughes, London, Karnac Books, 1991  (ISBN 978-0946439942)
  - An intimate impression (1939), p. 208-212.
  - The Bereaved wife (1945), p. 214-226.
  - The Inner World in Ibsen's Master-builder, d'Ibsen (1952), p. 332-347.
  - The Unconscious Phantasy of an Inner World reflected in examples from English Literature (1952), p. 302-330.
  - A Character trait of Freud's (1958), p. 350-354 ; traduction : « Un trait de caractère de Freud » dans Céline Gür Gressot et Jean-Michel Quinodoz (dir.), L’Année psychanalytique internationale 2020, Traduction en langue française d’un choix de textes publiés en 2018-9 dans The International Journal of Psychoanalysis, Paris, Éditions in press, juin 2020, site consulté le 21 juillet 2020,  (ISBN 978-2-84835-594-8), [lire en ligne], p. 231sq

- « A Contribution to the Analysis of the Negative Therapeutic Reaction », The International Journal of Psychoanalysis, 17, 1936, p. 304-320

### Traductions de textes freudiens
- A General Introduction to Psychoanalysis
- The Ego and the Id
- Civilization and its Discontents